# Vicente Ramón Hernández Peña
Vicente Ramón Hernández Peña (Boconó, Estado Trujillo, 19 de julio de 1935-25 de marzo de 2018, Estado Trujillo) fue el tercer obispo de la diócesis de Trujillo en Venezuela.

## Biografía:[3]

### Resumen
La misma paternidad con que Dios cubre a los hombres me alcanzó, ya que yo no podía ser la excepción. Para él, el haber quedado huérfano de padre y madre a temprana edad no lo acongoja a la hora de hablar de su pasado, todo lo contrario, se considera un protegido de Dios por la forma como la vida lo ha bendecido; tanto es su fe, que lo puso en las manos de personas que lo quisieron y lo guiaron además de educarlo, como Monseñor Antonio Ignacio Camargo, donde da los primeros pasos como su monaguillo y es quien lo envía al seminario, donde permanece por muy poco tiempo.
A los dos años ya estaba de regreso por segunda vez al seminario esta vez de la mano del padre Espinosa, quien había reemplazado a Monseñor Camargo. Este lo envía a Caracas por su inquietud y vocación que le veía, confiándole la tutela del mismo a un compañero de estudio que ejercía el sacerdocio en la catedral de Caracas. Así llega a la Arquidiócesis de Caracas quien lo adopta como seminarista, además de costearle los estudios.
El cardenal José Humberto Quintero, su otro protector, quien era muy conocido del gentilicio trujillano ya que fue vicario general de Mérida, pero también hacía su trabajo episcopal en visitas pastorales a Trujillo, lo adopta como seminarista enviándolo a estudiar al extranjero incluyendo Roma.
De regreso a Venezuela fue enviado a la Ciudad Aldea de los Muchachos en Guarenas por el padre Alfonso Bash, donde trabajó por 2 años. Luego regresa al Seminario donde obtuvo diferentes responsabilidades. A la muerte del Cardenal Quintero, es Monseñor Cardenal José Alí Lebrún Moratinos el encargado de dar la buena nueva a los seminaristas de la decisión del papa Paulo VI de nombrar Obispo Auxiliar de Caracas a Vicente Hernández (1974), donde permaneció dos años, pero entre estudios y trabajo pastoral permaneció en Caracas 27 años.

### Bautizo
Fue bautizado en la parroquia Ntra Sra del Carmen de Boconó, el 1 de agosto de 1935, sus padrino fueron Elezar Peña y Antonia Briceño.

### Confirmación
Fue confirmado en la misma parroquia de sus bautismo el 20 de marzo de 1937 por Monseñor Acacio Chacón Guerra.

### Estudios
- Primaria en las Escuelas "Salvano Velazco" "Felix Berbesi Perez" .
- Secundaria en el Seminario Interdiocesano de Caracas.
- Terminó sus estudios filosóficos en el Seminario de Caracas.
- Estudió la Sagrada Teología en la Universidad Católica de Lovaina, Bélgica.
- Obtuvo la licenciatura en Teología por la Universidad Gregoriana de Roma.

## Presbítero
Fue ordenado sacerdote para la Arquidiócesis de Caracas el 2 de octubre de 1960 en Lovaina de manos del Obispo Leo Joseph Suennens, arzobispo de Manilas-Bruselas, Bélgica.
Celebró su primera misa en Boconó en 1963.

### Cargos como presbítero
- Vicario cooperador de la parroquia "San Francisco Javier" Lídice.
- Asistente eclesiástico de la Ciudad de los muchachos.
- Capellán de la inspectoria de tránsito terrestre.
- Profesor y Formador del Seminario "San José" del Hatillo.
- Rector del Seminario "San José" 1971-1974.
- Párroco del "Dulce nombre de Jesús" Petare.
- Miembro del consejo presbiteral de la Arquidiócesis de Caracas.
- Profesor de liturgia en el Seminario Interdiocesano "Santa Rosa de Lima" Caracas.

## Episcopado

### Obispo Auxiliar de Caracas
El 25 de julio de 1974, el Papa Pablo VI lo nombró Obispo Titular de Suleto y Obispo Auxiliar de la Arquidiócesis de Caracas.

#### Obispos consagrantes[1]
- Principal Consecrator:
  - Excmo. Mons. Antonio del Giudice, nuncio apostólico en Venezuela y Arzobispo Titular de Hierápolis en Siria.
- Principal Co-Consecrators:
  - Excmo. Mons. José Alí Lebrún Moratinos, Arzobispo Titular de Voncaria.
  - Excmo. Mons. Luis Eduardo Henríquez Jiménez, Obispo de Valencia en Venezuela.

### Obispo Coadjutor de Trujillo
En 1976 es nombrado como Obispo Coadjutor de Trujillo con derecho a sucesión de Monseñor José León Rojas Chaparro. 

### Obispo de Trujillo
El 11 de junio de 1982, se convirtió en el III Obispo de la Diócesis de Trujillo (Venezuela).

### Obispo Emérito de Trujillo
El 3 de abril de 2012, el Santo Padre Benedicto XVI aceptó su dimisión al gobierno pastoral de la Diócesis de Trujillo, designando a S. E. Mons. Cástor Oswaldo Azuaje Pérez, Obispo Auxiliar de Maracaibo, como su sucesor.

## Fallecimiento
Su deceso ocurrió el domingo 25 de marzo a las 7:15 de la mañana, Domingo de Ramos e inicio de la Semana Santa, en la casa parroquial de San Jacinto en Trujillo, lugar de su residencia durante los últimos años.
Después de una prolongada enfermedad, Monseñor Hernández partió a la Patria Celestial auxiliado por los sagrados sacramentos y rodeado de sacerdotes y familiares.